# 티사이언티픽
티사이언티픽(T Scientific Co. Ltd.)은 대한민국의  IT 토털 서비스 기업이다. 본사는 서울특별시 동작구 여의대방로62길 1 3층에 위치해 있으며 대표이사는 김경선이다. 대주주는 위지트이며 빗썸코리아 지분의 7.17%를 보유하고 있다.

## 사업
모바일 쿠폰, 정보보호/보안 사업, ITO 사업 등을 영위하고 있다.

## 논란
소수 주주가 회사를 상대로 임시주주총회 소집허가의 소송을 제기한 적이 있으며 최종 취하로 종결되었다

## 같이 보기
- 아이즈비전
- 파워넷

## 참고문헌
1. ↑  티사이언티픽, LG유플러스와 18.70억원 규모 공급계약 체결 등, 인포스톡데일리, 2024년 2월 15일
2. ↑  FSN, 티사이언티픽과 블록체인 사업 공동 추진 위한 상호 투자, 뉴스핌, 2024년 1월 23일
3. ↑  박영서, 한국IR협의회 기술분석보고서-티사이언티픽, 2021년 9월 16일
4. ↑  티사이언티픽 "소수주주 소송취하…협력관계 구축 한다", 이투데이, 2023년 12월 22일